# Werner Baer (Ökonom)
Werner Baer (geboren 14. Dezember 1931 in Offenbach am Main; gestorben 31. März 2016 in Urbana (Illinois)) war ein US-amerikanischer Ökonom.

## Leben
Werner Baer war ein Sohn des Mediziners Richard Baer und der Grete Herz, seine Schwester Marianne B. Kilby wurde Anwältin. Die Familie wurde nach der Machtübergabe an die Nationalsozialisten 1933 verfolgt und floh 1937 nach Belgien und dann weiter nach Frankreich und in die Schweiz, wo sie den Zweiten Weltkrieg überstand. 1945 gelang ihnen mit Unterstützung der Hebrew Immigrant Aid Society und Verwandten die Emigration in die USA.
Baer besuchte das Queens College, City University of New York (CUNY), machte 1953 einen Bachelor und studierte anschließend an der Harvard University, an der er 1958 bei John Kenneth Galbraith promoviert wurde.
Schon in seiner Dissertation beschäftigte er sich mit der industriellen Entwicklung in Lateinamerika und speziell in Brasilien. Baer arbeitete als Instructor in Harvard und von 1961 bis 1965 als Assistant Professor an der Yale University, danach bis 1974 an der Vanderbilt University. Er war Programmberater für die Ford Foundation in Rio de Janeiro von 1967 bis 1976. An der University of Illinois at Urbana-Champaign arbeitete er von 1974 bis 2016 und hatte die Jorge Lemann Professor of Economics inne.
Baer hat über 80 Schriften verfasst. Er war Mitherausgeber mehrerer ökonomischer Zeitschriften mit dem Fokus auf Lateinamerika: Luso-Brazilian Review, Emerging Markets Review, Economia Aplicada, Latin American Business Review, Revista Latinoamericana de Historica Economica y Social, Revista Paraguaya de Estudios Sociologicos, Latin American Research Review und World Development.
Er war Mitglied der American Economic Association, der Royal Economic Society und der Latin American Studies Association.
Baer wurde mehrfach ausgezeichnet. Er erhielt 1982 den Orden vom Kreuz des Südens, wurde 1988 Ehrendoktor der Universidade Federal de Pernambuco und 1992 der Universidade Federal do Ceará.

## Schriften (Auswahl)
- Werner Baer, Isaac Kerstenetzky (Hrsg.): Inflation and growth in Latin America. Yale University. Economic Growth Center. Homewood, Ill.: Irwin, 1964
- Industrialization and Economic Development in Brazil. Homewood, Ill.: Irwin, 1965
- (Hrsg.): Latin America in the post-import-substitution era. Oxford : Pergamon Press, 1977
- The Brazilian Economy: Its Growth and Development. New York: Praeger, 1979
- Wirtschaftsordnung und wirtschaftliche Entwicklung. Stuttgart: Lucius und Lucius, 1997
- Ordnungsprobleme der Weltwirtschaft. Stuttgart: Lucius und Lucius, 2002